# Antigo (Wisconsin)
Antigo é uma cidade localizada no estado norte-americano de Wisconsin, no Condado de Langlade.

## Demografia
Segundo o censo norte-americano de 2000, a sua população era de 8560 habitantes. 
Em 2006, foi estimada uma população de 8266, um decréscimo de 294 (-3.4%).

## Geografia
De acordo com o United States Census Bureau tem uma área de 
16,8 km², dos quais 16,7 km² cobertos por terra e 0,1 km² cobertos por água. Antigo localiza-se a aproximadamente 466 m acima do nível do mar.

## Localidades na vizinhança
O diagrama seguinte representa as localidades num raio de 32 km ao redor de Antigo. 